# 高梨和紘
高梨 和紘（たかなし かずひろ、1943年 - ）は、日本の経済学者。専門は開発経済学、国際経済学。慶應義塾大学名誉教授。

## 経歴
1943年に生まれる。1967年に慶應義塾大学経済学部を卒業、1971年に同大学院経済学研究科修士課程を修了、1974年に同博士課程を単位取得退学している。1972年に慶應義塾大学経済学部助手となり、1980年に同助教授、1991年に同教授に就任している。2009年に定年退職し、同大学名誉教授となる。
1976年から1978年までと、1985年から1987年までロンドン・スクール・オブ・エコノミクスで在外研究を行い、さらに1996年にはハーバード大学で在外研究を行った。アジア政経学会、国際経済学会に所属した。

## 研究・教育
アフリカとアジア数ヶ国を対象に、マイクロファイナンスと伝統商品の販売によって貧困層の自立につなげる経済援助について研究した。1974年に慶應義塾大学として初めてアフリカ経済調査隊を組織し、ガーナ、ナイジェリア、ケニア、タンザニアに調査に出向いた。ナイジェリアではクーデターの影響でルートの変更を余儀なくされ、ガーナでは失明症を媒介するツエツエ蝿に襲われ後の発症を予告された。
学部ゼミは大変な人気であった。澤田康幸は高梨の学部ゼミの門下生の一人。

## 著作

### 単著
- 『現代産業の再構築』（慶應通信、1994年）
- 『タイ経済の変容と政策課題』（文眞堂、1995年）
- 『開発経済学』（慶應義塾大学出版会、2005年）
- 『アフリカとアジア』（慶應義塾大学出版会、2006年）
- 『開発政策論―自立への先導』（文眞堂、2009年）

### 共著・編著
- （大山道広・深海博明）『矢内原勝教授退任記念論文集』（慶應通信、1991年）
- （大山道広）『世界経済のニュー・フロンティア』（文眞堂、1993年）
- （大山道広）『東アジアの国際交流と経済発展』（文眞堂、1993年）